# ميتكوفيتش
ميتكوفيتش هي بلدة تقع في مقاطعة دوبروفنيك-نيريتفا جنوب شرق كرواتيا.